# Astatoreochromis straeleni
Astatoreochromis straeleni (Syn.: Haplochromis straeleni, Astatoreochromis vanderhorsti (Greenwood, 1954)) ist eine afrikanische Buntbarschart, die in Ostafrika in Zuflüssen zum Tanganjikasee Malagarasi und Ruzizi, im See selbst, in den Mündungsbreiten dieser Flüsse und im Lukuga, dem einzigen Abfluss des Sees, vorkommt. Einige Exemplare wurden auch in den Häfen von Bujumbura und Ujiji gefunden. Astatoreochromis straeleni wurde nach V. Van Straelen benannt, von 1926 bis 1954 Direktor des Museums für den belgischen Kongo in Tervuren und wird im englischen als „Bluelip haplo“ bezeichnet. 

## Merkmale
Astatoreochromis straeleni wird 12 cm lang und hat die typische bullige Gestalt eines haplochrominen Buntbarsch mit einem seitlich leicht abgeflachten Rumpf. Das Kopfprofil kann bei alten Exemplaren konkav werden. Der Augendurchmesser entspricht dem Augenabstand oder ist kürzer. Der Schwanzstiel kann länger als hoch oder etwas höher als lang sein. Die 8 bis 10 Kiemenrechen auf dem unteren Abschnitt des ersten Kiemenbogens sind kurz und dick. Die drei oder vier letzten sind stark reduziert. Die Schuppen sind cycloid, die Schuppen entlang der Seitenlinie ctenoid. Im Oberkiefer zählt man in der äußeren Zahnreihe 32-56 Zähne, im Unterkiefer 23-44, wobei die Zähne ungleich groß, zweispitzig und manchmal abgeflacht sind.
- Flossenformel: Dorsale XVI-XIIX(XIX)/7-10, Anale III-(IV)/8-10, Pectorale (11,12)13-14.
- Schuppenformel: SL 13-21/2-8, mLR 28-33 (ohne die kleinen Schuppen auf der Schwanzflossenbasis, mit diesen 31-32).

Der Rücken ist dunkel graugelb, Kiemendeckel, die oberen Kopfseiten, Kehle und Bauch sind orangegelb. Die Lippen und die unteren Kopfseiten sind irisierend blau. Die Flossen sind orangegelb, die Rückenflosse hat einen rötlichen Rand. Die Afterflosse der Männchen zeigt 2 bis 3 horizontale Reihen von leuchtend orangegelben Eiflecken. Die Eiflecke der Weibchen sind kleiner. Die abgerundete Schwanzflosse ist mit 6 bis 8 Reihen mehr oder weniger regelmäßig angeordneter schwarzer Punkte versehen. Die Färbung kann je nach Lebensraum mehr oder weniger dunkel ausfallen.
Von Astatoreochromis alluaudi, der zweiten Art der Gattung, unterscheidet sich Astatoreochromis straeleni vor allem durch eine kleinere Anzahl von Hartstrahlen in Rücken- und Afterflosse (16-18(19) vs. (16)17-20 bzw. 3-(4) vs. 4-7). Eine dritte Art, Astatoreochromis vanderhorsti (Greenwood, 1954) wurde 2013 mit Astatoreochromis straeleni synonymisiert.

## Lebensweise
Astatoreochromis straeleni ist eine vor allem Flüsse bewohnende Art, die klares Wasser bevorzugt, den Hauptstrom aber meidet, sondern in bewachsenen Uferzonen oder anschließenden Sümpfen vorkommt. Sie ernährt sich von Schnecken, Muschelkrebsen, Insekten, anderen Wirbellosen, Detritus und pflanzlichem Material. Wie alle haplochrominen Buntbarsche ist Astatoreochromis straeleni ein Maulbrüter. Die Art pflanzt sich möglicherweise am Beginn der Trockenzeit von Dezember bis Januar fort.